# Рябов, Олег Алексеевич
Оле́г Алексе́евич Ря́бов (род. 18 июля 1948, Горький) — советский и российский писатель и поэт.

## Биография
Родился 18 июля 1948 года в городе Горьком. Окончил Горьковский политехнический институт имени А. А. Жданова. Работал в Научно-исследовательском радиофизическом институте (занимался проблемами внеземных цивилизаций), в НИИ «Гипрогазцентр», облкниготорге, издательстве «Нижполиграф». В настоящее время[когда?] — директор издательства «Книги». Член «Национального Союза библиофилов», «Русского ПЕН-центра». Главный редактор журнала «Нижний Новгород». Живёт и работает в Нижнем Новгороде. Первая публикация — 1968 год. Печатался в журналах:
- «Наш современник»,
- «Нева»,
- «Север»,
- «Сельская молодёжь»,
- «Молодая гвардия»,
- «Родина»,
- «Кириллица»,
- «Невский альманах»
- и других.

Участник антологий: «Русские поэты. 21-й век», «Молитвы русских поэтов», «Антология военной поэзии». Лауреат ряда литературных премий: «Нижний Новгород» в области литературы (трижды), им. Шукшина (Вологда), Бор. Корнилова (Нижний Новгород), финалист премии: «Ясная Поляна — 2013» за книгу «Четыре с лишним года, Военный дневник», шорт-листер премии «Золотой Дельвиг — 2013» за роман «Когиз», премии им. И. Бунина 2012 г. за сборник стихов «Утки не возвратились». Поэт и прозаик. Член Союза писателей России с 2002 года.
Книги Олега Рябова переведены на армянский, испанский, казахский, китайский, немецкий, сербский и словацкий языки.

## Избранные публикации
- «Письма отца», повесть, г. Москва, 1988 год.
- «Август», стихи, г. Нижний Новгород, 1994 год.
- «Я никуда отсюда не уеду», стихи, город Нижний Новгород, 2002 год.
- «Исповедь ослика», стихи, г. Нижний Новгород, 2004 год.
- «Дороги, которые не выбирают», повесть, г. Нижний Новгород, 2005 год.
- «Роза Сахары», стихи, г. Нижний Новгород, 2007 год.
- «Лучинник», стихи, г. Нижний Новгород, 2008 год.
- «Когиз», роман-сюита, г. Нижний Новгород, 2009 год.
- «Посещение…» (стихи), г. Нижний Новгород, 2010 год.
- «Когиз», (2-е издание) г. Москва, АСТ, 2011 год.
- «Утки не возвратились», стихи, г. Нижний Новгород, 2012 год.
- «Четыре с лишним года, Военный дневник», г. Москва, АСТ, 2012 год.
- «Убегая, оглянись или возвращение к Ветлуге», г. Нижний Новгород, Деком, 2015 год.
- «Девочка в саду», рассказы, г. Москва, Эксмо, 2016 год.
- «Сад осенью», стихи, г. Нижний Новгород, 2017 год.
- «Осторожно — женщина», рассказы, г. Москва, Вест-Консалтинг, 2018 год.
- «Когда-то в городе Горьком», рассказы, г. Нижний Новгород, «Книги», 2020.
- «Узелки», г. Нижний Новгород, «Дятловы горы», 2021.
- «Позови меня Ветлуга», г. Москва, «Вече», 2021.
- «Свинцовая строчка», г. Москва, «Эксмо», 2022.
- «Интересная дамочка», г. Нижний Новгород, «Литера», 2022.
- «Луна в бокале», г. Нижний Новгород, «Книги», 2023.

## Награды, премии и номинации
- 2003 — премия Нижнего Новгорода за книгу стихов «Я никуда отсюда не уеду».
- 2008 — премия Нижнего Новгорода за книгу стихов «Лучинник».
- 2013 — шорт-лист, лауреат «Ясной поляны», сборник «Четыре с лишним года».
- 2013 — лонг-лист премии «Золотой Дельвиг», роман «Когиз».
- 2013 — Медаль «Александра Суворова» за вклад в патриотические традиции отечества.
- 2016 — Болдинская премия за роман «Убегая, оглянись или возвращение к Ветлуге».
- 2016 — Медаль Пушкина (26 августа 2016 года) — за большие заслуги в развитии отечественной культуры и искусства, многолетнюю плодотворную деятельность[1].
- 2021 — Медаль «В память 800-летия Нижнего Новгорода».
- 2023 — премия «Золотой Витязь» за роман «Свинцовая строчка»[2].

## Критика
О творчестве О. Рябова писали Захар Прилепин («Книгочёт», Москва, 2012 год), Роман Сенчин, Платон Беседин, Андрей Рудалёв и другие.